# توریکاتو
توریکاتو (به اسپانیایی: Turicato) یک منطقهٔ مسکونی در مکزیک است که در میچوآکان واقع شده‌است.

## خصوصیات
توریکاتو ۱٬۵۴۳٫۲۷ کیلومترمربع مساحت و ۳۱٬۸۷۷ نفر جمعیت دارد و ۷۲۰ متر بالاتر از سطح دریا واقع شده‌است.